# 端节
端节（又称瓜节，水语称为借端、借瓜）是水族最隆重盛大的传统节日，也是水族的年节（与汉族的春节相当），庆祝丰收、辞旧迎新、祭祀祖先。端节集中流行于都柳江上游地区——即贵州省都匀市、丹寨县、三都水族自治县、雷山县、榕江县、独山县一带——的水族村寨中。
2006年，水族端节入选第一批中国国家级非物质文化遗产。

## 时间
水族使用水历，分一年为十二个月，岁首在夏历的九月，岁末在夏历的次年八月；并用地支记日。每年水历岁末的十二月下旬，到次年岁初的二月上旬，期间的亥日，即是端节；不同村寨分批分期过节，有的过第一个亥日，有的则过第二、三或四个。
端节头尾可达49天，是世界上时间最长的节日。
端节举行的时间（夏历八、九月），正逢谷物成熟，恰与上古汉语中“年”的本义相合。

## 习俗
戌日晚上和亥日清晨祭祖。供品、饮食都禁绝肉类和动物油脂，但不忌鱼虾。供品中最重要的是“鱼包韭菜”：用大约一斤的新鲜草鱼或鲤鱼，洗净、取出内脏，再将韭菜或广菜拌上生辣椒、薑、葱、蒜、米酒，塞入鱼腹中，用稻草捆绑好，在甑子里清蒸约10小时，直至鱼骨软化，即告成功。
赛马在亥日午饭之后举行，是端节最热闹的活动。赛马的固定场所是一片高地，称为“端坡”，为集体公有，任何人不得侵占。赛马前，寨老在端坡上设供席，摆上祭品，祭祀开辟端坡的祖先；祭祀完毕，寨老骑马在跑道上走一圈，然后宣布比赛开始。水族的赛马称为“挤马”，骑手（均为男性）在山谷中互相冲闯，挤出山谷，冲向坡顶，以远坡顶为终点。登高赛马活动在南方少数民族年节中为端节所独有。
除祭祖和赛马外，还有众多庆祝活动，如斗牛、芦笙舞、铜鼓舞等，都在端坡进行。青年男女也在此时相聚相识。亥日晚上还有隆重的筵席。

## 起源传说
相传，水族的先民曾背着铜鼓，扛着锄头犁耙，率群结队地去逃荒。来到现在的三都县中和镇的三洞后，名叫拱登的老祖公认为这里适合居住，就让家族的各分支在这一带分散居住，并约定，三年后的水历岁末，在三洞团聚。
三年后，各分支都取得了丰收，带着糯米、高粱、小米、南瓜、黄豆，回到三洞，饮酒、唱歌、奏乐、跳舞。
这时官府突然带着武器出现，声称此处是官家领地，埋有金银财宝，要求水族人搬走。拱登要求官家证明地下的金银，官家便派人挖掘，得到一枚银锭，但拱登指出上面只有一点泥土，是新裹上的；官家的人又挖出银钗，但拱登又将其识破，指出其表面过于光滑。官家便恼羞成怒，动手械斗，但水族人多，终于赶走了官家，但也有许多人战死。于是就将他们掩埋，用现成的糯米饭和鱼包韭菜来祭奠。
当晚，拱登梦见一个须发全白的老人，叮嘱他说，明天官家会放瘟疫来毒害水族人。拱登醒来后把梦告诉了大家，于是早饭后大家便扶老携幼，带着马匹，到坡顶通风处躲避。
在坡上，小孩耐不住寂寞，又哭又闹，马匹也嘶鸣不止。拱登便让年青人在坡上赛马比试，小孩也可以看热闹。大家一致同意。这就是后来端节赛马的由来。
此后每逢水历岁末，人们都带着丰收的庄稼、水果来三洞团圆。头一晚和第二早，摆上鱼、瓜果、酒饭等，祭奠战死的兄弟。祭桌一侧摆上锄头、镰刀、弓箭等，表示靠这些才开辟和守卫了疆土；另一侧摆上铜鼓、服饰和谷穗，表示祖先传下的福分。每年这样相聚一次，就称为“借端”。
后来，人们厌倦了每年都到三洞去“借端”，就提议把“借端”分开过。谁先谁后，选哪天过节，大家各执己见，决定不下。拱登就让人抓来一篓的鲤鱼，放入池中，让每一支的代表去摸鱼，按重量来定先后。结果都匀县内外套地区的老大哥抓的鱼最重，就过第一批，拉佑、水东地方就过第二批，水婆、天星和水龙过第三批，三洞、中和过第四批。
顺序确定后，人们开始择日。请来了熟悉水书的水书先生，但翻了几十箱水书，仍然找不到理想的好日子。拱登就说，我们能在此安居，全因远祖的洪福，远祖过世是戌日，安葬是亥日，就在亥日过节，从水历十二月第一个亥日开始，一批一批过节。
恰好这年，水潘家族因逢旱灾没来过节，听说排定“借端”日子后才匆匆赶来。大家很同情受灾的他们，都来安慰。水气地方的寨老开玩笑说，别的忙帮不上，但水潘如果愿意过端节，只要十二条白水牛，就可以把端节卖给他们。水潘家听了，就悄悄派人凑钱买了十二条白水牛过来。水气的寨老就卖掉了端节。但水婆地方跟水气同批过节，觉得卖掉端节不吉利，要求水潘另择日子。双方闹得很僵，于是拱登选定祖太过世的午日给水潘过端，安排在第三、四批端节之间，变成五批。
后来，水族人口繁衍，中和、三洞地区的人迁出一部分到兰岭、牛场和水昂地区，就又增加了两批端节。水潘的人也迁出去了一批，定在正月第一个午日过端节。总共成了八批，流传至今。

## 额节
额节（水语称为借额）流行于贵州省荔波县境内的水族村寨，是端节的一个小分支和变体。时间上，额节固定在水历正月的第一个亥日，只持续几天，不像端节那样分批分次、前后持续近两个月。内容上，额节同样要祭祖，禁荤腥、不忌鱼虾，但不赛马、也不敲铜鼓，祭祖在半夜进行。